# Мизуров, Владимир Владимирович
Владимир Владимирович Мизуров (род. 15 марта 1951 год, пос. Белый Яр Тегульского района Томской области) — тренер-преподаватель по тяжелой атлетике, почётный гражданин Искитимского района.

## Биография
Родился 15 марта 1951 года в поселке Белый Яр в Тегульском районе Томской области. Выпускник Томского государственного педагогического института. В 1980 году основал секцию тяжелой атлетики в Линево.
В 2007 году стал работать в детско-юношеской спортивной школе № 2.
В августе 2015 года ему было присвоено звание «Почётного гражданина Искитимского района».
Его ученики: участник Олимпийских игр 1996 года, чемпион Европы 1988 года, мастер спорта международного класса Вячеслав Ивановский, призер чемпионата мира среди военных, призер чемпионата России, мастер спорта международного класса Юрий Шеломанов, победитель Кубка России по пауэрлифтингу в 2011 году, призер Кубка Мира 2012 года по пауэрлифтингу, победитель Всероссийского мастерского турнира 2012, мастер спорта международного класса Евгений Федякин. 17 учеников Владимира Мизурова выполнили норматив мастер спорта, около 30 человек стали кандидатами в мастера спорта и 3 спортсмена мастерми спорта международного класса. Он стал тренером для Юрия Шаболина, Алексея Ивановского, Константина Малютина, Евгения Жеребцова, Олега Лукьянова, Сергея Лузина, Сергея Фарафонтьева, Владимира Свиридова, Борислава Дзахсорова.

## Награды и звания
- Медаль «80 лет Госкомспорта России»
- Памятная медаль «За вклад в развитие Новосибирской области»[1]